# Eisenbahnbrücke Rimšoniai
Die Eisenbahnbrücke Rimšoniai (lit. Rimšonių geležinkelio tiltas, Rimšonių tiltas) ist eine litauische ehemalige Eisenbahnbrücke über die Daugyvenė im Dorf Rimšoniai, etwa 1 km östlich von Petrašiūnai, im Amtsbezirk Klovainiai, in der Rajongemeinde Pakruojis.
Die Eisenbahnbrücke wird nicht mehr genutzt. Sie gehörte zur Schmalspurbahnlinie zwischen dem Bahnhof Petrašiūnai und dem Städtchen Joniškėlis.  1984 fuhr der letzte Zug auf dieser Linie im damaligen Sowjetlitauen. Die Eisenbahnbrücke ist ein technisches Denkmal und in das Register der unbeweglichen Kulturgüter eingetragen.